# Súni Olsen
Súni Olsen (født 7. marts 1981) er en færørsk professionel fodboldspiller.

## Klubkarriere
Han startede sin karriere hos den færørske klub GÍ Gøta, og efter en succesfuld 2000 sæson hvor han scorede 13 ligamål, blev han købt af den hollandske klub FC Zwolle i 2001. Han blev den 2. færørske landsholdsspiller, der nogensinde har spillet i Holland efter at Jan Allan Müller spillede for Go Ahead Eagles i 1990/1991. Han returnerede til GÍ i 2002 kun indtil 2005, hvor han blev købt af AaB.

## Landsholdskarriere
Olsen fik sin debut i januar 2001 i en venskabskamp mod Sverige, hvor han blev skiftet ind i stedet for Sámal Joensen.